# زابینه باو
زابینه باو (انگلیسی: Sabine Bau؛ زادهٔ ۱۹ ژوئیهٔ ۱۹۶۹) شمشیرباز اهل آلمان بود.
وی در مسابقات کشوری و بین‌المللی در مجموع برندهٔ ۱ مدال طلا، ۲ مدال نقره، ۲ مدال برنز شده‌است.